# Омутинский район
Омути́нский райо́н — административно-территориальная единица (район) и муниципальное образование (муниципальный район) в Тюменской области России.
Административный центр — село Омутинское.

## География
Омутинский район расположен в южной части Тюменской области, на водоразделе рек Тобол – Ишим в зоне лесостепи. Гидрографическая сеть района представлена рекой Вагай, левым притоком Иртыша. Общая площадь территории составляет 282812 га, из них: сельскохозяйственных угодий — 143093 га, лесов — 99329 га, под населёнными пунктами — 5768 га.
Район граничит с районами области:
- на севере — с Юргинским районом;
- на востоке — с Голышмановским районом;
- на юге — с Армизонским районом;
- на западе — с Заводоуковским районом.

## Население
| 2002    | 2009    | 2010    | 2011    | 2012    | 2013    | 2014    |
| ------- | ------- | ------- | ------- | ------- | ------- | ------- |
| 20 913  | ↘20 020 | ↘19 608 | ↘19 602 | ↘19 368 | ↘19 194 | ↘18 992 |
| 2015    | 2016    | 2017    | 2018    | 2019    | 2020    | 2021    |
| ↘18 914 | ↘18 819 | ↘18 658 | ↘18 457 | ↘18 298 | ↘18 088 | ↗18 657 |

## История
Омутинский район образован на основании постановления ВЦИК от 10 июня 1931 года из 8 сельсоветов Ламенского района, 10 сельсоветов Новозаимского района и 13 сельсоветов Юргинского района в составе Ишимского округа Уральской области.
Включал 31 сельсовет: Агаракский, Бушуевский, Вагайский, Володинский, Вяткинский, Дмитриевский, Красноярский (в дальнейшем в разные годы назывался Красноярским и Большекрасноярским), Крутинский, Лабинский, Малокрутинский, Медвеженский, Некрасовский, Новодеревенский, Окунёвский, Омутинский, Плетнёвский, Плетнёвский, Ситниковский, Слободской, Солоковский, Солоновский, Сорокинский, Таповский, Токаревский, Томский, Хмелёвский, Червянский, Шабановский, Шаньгинский, Шипаковский, Юргинский. В связи с тем, что в районе оказалось 2 одноимённых сельсовета, Плетнёвский сельсовет, переданный из Новозаимского района, переименован в Южно-Плетнёвский, а переданный из Юргинского района — в Северо-Плетнёвский.
После ликвидации 17 января 1934 года Уральской области вошёл в состав Челябинской области.
7 декабря 1934 года передан во вновь образованную Омскую область.
25 января 1935 года — во вновь организованный Юргинский район переданы Агаракский, Бушуевский, Володинский, Вяткинский, Лабинский, Некрасовский, Новодеревенский, Северо-Плетнёвский, Соколовский, Таповский, Хмелевский, Шипаковский и Юргинский сельсоветы.
19 сентября 1939 года упразднены Малокрутинский, Медвеженский, Слободской и Южно-Плетнёвский сельсоветы.
14 августа 1944 года передан во вновь образованную Тюменскую область.
7 августа 1948 года образован р. п. Вагай.
17 июня 1954 года упразднены Дмитриевский, Окуневский, Сорокинский сельсоветы.
16 октября 1959 года упразднён Большекрутинский сельсовет. Большекрасноярский и Томский сельсоветы объединены в Красноярский.
3 декабря 1959 года районный центр с. Омутинское отнесено к категории рабочих посёлков. Омутинский сельсовет упразднён.
28 мая 1960 года Токаревский сельсовет переименован в Окуневский.
4 января 1961 года Солоновский сельсовет упразднён.
28 апреля 1962 года в состав района вошли Колесниковский, Новозаимский и Хорзовский сельсоветы, переданные из упразднённого Новозаимского района.
1 февраля 1963 года район укрупнён с включением в его состав территории упразднённого Юргинского района.
14 января 1963 года р.п. Вагай, Лебедёвка и Лесной переданы в административное подчинение Ялуторовскому горсовету.
29 сентября 1964 года населённый пункт Новый Тап отнесён к категории рабочих посёлков с административным подчинением Ялуторовскому горсовету. Новотаповский сельсовет упразднён.
12 января 1965 года сельский район преобразован в район и разукрупнён. В образованный Заводоуковский район переданы Колесниковский, Новозаимский, Сосновский и Хорзовский сельсоветы. р.п. Вагай и Омутинский переданы в подчинение Омутинскому райсовету.
15 сентября 1965 года Таповский и Вяткинский сельсоветы объединены в один Бельховский. Шаньгинский сельсовет переименован в Журавлёвский, Червянский — в Южно-Плетнёвский.
9 декабря 1970 г. Агаракский, Бельховский, Бучинский, Бушуевский, Володинский, Зоновский, Лабинский, Северо-Плетнёвский, Соколовский, Шипаковский и Юргинский сельсоветы переданы в Юргинский район.
23 июня 1992 года р. п. Вагай преобразован в село, образован Вагайский сельсовет.
17 марта 1993 года р. п. Омутинский преобразован в село, образован Омутинский сельсовет.
6 июля 1995 года Зимовье-Вагайский и Вагайский сельсоветы объединены в Вагайский сельсовет с центром в с. Вагай.

## Муниципально-территориальное устройство
В Омутинский муниципальный район входят 8 сельских поселений:
| № | Сельское поселение                    | Административный центр | Количество населённых пунктов | Население (чел.) | Площадь (км²) |
| - | ------------------------------------- | ---------------------- | ----------------------------- | ---------------- | ------------- |
| 1 | Большекрасноярское сельское поселение | село Большой Краснояр  | 4                             | ↘952             | 540,97        |
| 2 | Вагайское сельское поселение          | село Вагай             | 8                             | ↗4074            | 466,35        |
| 3 | Журавлевское сельское поселение       | село Журавлевское      | 4                             | ↘490             | 340,76        |
| 4 | Окуневское сельское поселение         | село Окуневское        | 3                             | ↘648             | 182,36        |
| 5 | Омутинское сельское поселение         | село Омутинское        | 4                             | ↗9562            | 292,86        |
| 6 | Ситниковское сельское поселение       | село Ситниково         | 6                             | ↘1980            | 447,64        |
| 7 | Шабановское сельское поселение        | село Шабаново          | 4                             | ↘555             | 235,14        |
| 8 | Южно-Плетневское сельское поселение   | село Южно-Плетнево     | 2                             | ↘396             | 322,04        |

## Населённые пункты
В Омутинском районе 35 сельских населённых пунктов.
| №  | Населённый пункт | Тип     | Население | Муниципальное образование             |
| -- | ---------------- | ------- | --------- | ------------------------------------- |
| 1  | Большекрутинская | деревня | 259       | Вагайское сельское поселение          |
| 2  | Большой Краснояр | село    | 876       | Большекрасноярское сельское поселение |
| 3  | Вагай            | село    | ↗3185     | Вагайское сельское поселение          |
| 4  | Вагайская        | деревня | 310       | Вагайское сельское поселение          |
| 5  | Дмитриевка       | деревня | 80        | Ситниковское сельское поселение       |
| 6  | Журавлевское     | село    | ↘365      | Журавлевское сельское поселение       |
| 7  | Зимовье-Вагай    | село    | 153       | Вагайское сельское поселение          |
| 8  | Кашевская        | деревня | 366       | Омутинское сельское поселение         |
| 9  | Красноярская     | деревня | 86        | Большекрасноярское сельское поселение |
| 10 | Крутинская       | деревня | 253       | Вагайское сельское поселение          |
| 11 | Малая Крутая     | деревня | 210       | Вагайское сельское поселение          |
| 12 | Малый Краснояр   | деревня | 43        | Большекрасноярское сельское поселение |
| 13 | Медвежка         | деревня | 28        | Ситниковское сельское поселение       |
| 14 | Новодеревенская  | деревня | 235       | Окуневское сельское поселение         |
| 15 | Новостройка      | деревня | 108       | Омутинское сельское поселение         |
| 16 | Окуневская       | деревня | 121       | Окуневское сельское поселение         |
| 17 | Окуневское       | село    | 408       | Окуневское сельское поселение         |
| 18 | Омутинское       | село    | ↘9101     | Омутинское сельское поселение         |
| 19 | Пиньгина         | деревня | 72        | Ситниковское сельское поселение       |
| 20 | Разъезд № 29     | посёлок | 22        | Вагайское сельское поселение          |
| 21 | Рассвет          | посёлок | ↗58       | Журавлевское сельское поселение       |
| 22 | Русаково         | деревня | 45        | Шабановское сельское поселение        |
| 23 | Савинова         | деревня | 72        | Ситниковское сельское поселение       |
| 24 | Садовый          | посёлок | 11        | Вагайское сельское поселение          |
| 25 | Свобода          | деревня | 115       | Омутинское сельское поселение         |
| 26 | Ситниково        | село    | 2003      | Ситниковское сельское поселение       |
| 27 | Слободская       | деревня | 49        | Шабановское сельское поселение        |
| 28 | Солоновка        | деревня | 32        | Ситниковское сельское поселение       |
| 29 | Сорокина         | деревня | 40        | Шабановское сельское поселение        |
| 30 | Тетеркина        | деревня | ↘7        | Журавлевское сельское поселение       |
| 31 | Томская          | деревня | 83        | Большекрасноярское сельское поселение |
| 32 | Червянка         | деревня | 148       | Южно-Плетневское сельское поселение   |
| 33 | Шабаново         | село    | 616       | Шабановское сельское поселение        |
| 34 | Шаньгина         | деревня | ↗113      | Журавлевское сельское поселение       |
| 35 | Южно-Плетнево    | село    | 360       | Южно-Плетневское сельское поселение   |

### Упразднённые населённые пункты
- Деревня Норная (упразднена в 2014 году)[20],
- Деревня Романовка (включена в состав деревни Томская в 2014 году)[20],
- Село Казарма 10 км и посёлок Кошелевский (упразднены в 2022 году)[21].

## Экономика

### Сельское хозяйство
Площадь земель сельхозназначения в 2009 году составляла 94878 га, в том числе сельхозугодий — 92480 га. Пашня занимает 46502 га, сенокосы — 20938 га, пастбища — 14671 га, залежи — 10137 га, многолетние насаждения — 232 га.
В 2009 году производство молока составило 7599 т, мяса — 1726 т, зерна — 67395 т. Средняя урожайность зерна составила 19,9 ц/га.
Поголовье крупного рогатого скота в 2009 году составляло 4311 голов, в том числе 1969 коров.

### Промышленность
В 2009 году объём отгруженных товаров собственного производства и выполненных работ и услуг составил 1097,86 млн рублей.
В районе действуют в основном предприятия по переработке сельскохозяйственной продукции. Пищевая промышленность занимает более 90% в общей структуре промышленного производства. Самым крупным промышленным предприятием района является Ситниковский молочно-консервный комбинат.
ООО совхоз «Прогресс» и СППК «Окуневский» занимаются производством мяса и мясных полуфабрикатов.

## Достопримечательности
Достопримечательностями района являются особо охраняемые природные территории: региональный заказник Омутинский (5 000 га) и пятый по площади памятник природы на юге Тюменской области Болото Рямовое (2 278 га).

## Известные уроженцы
- Филонов, Александр Григорьевич (1920—1995) — участник Великой Отечественной войны, Герой Советского Союза. Родился в деревне Слободская.